# Magnus Haack

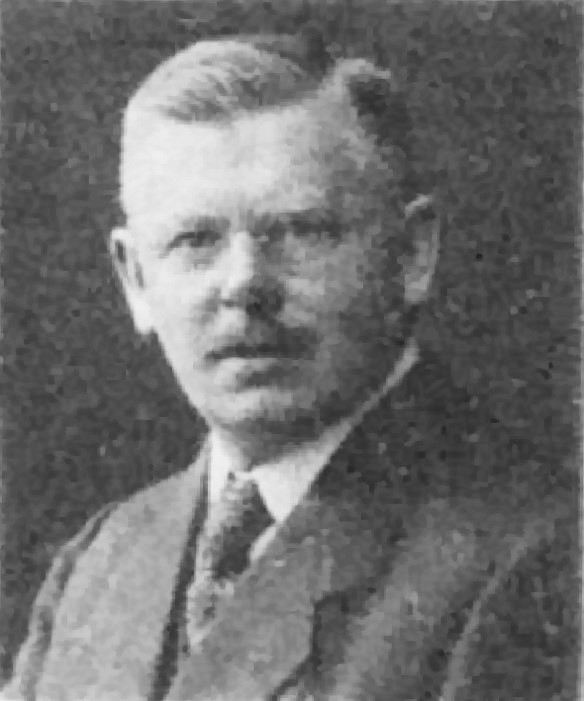
Magnus Haack

Magnus Haack (* 20. Oktober 1869 in Glauchau; † 24. November 1931 in Dresden) war ein deutscher Gewerkschafter und Politiker (SPD).

## Leben und Wirken
Nach dem Besuch der Volksschule erlernte Magnus Haack das Gelbgießerhandwerk. Später arbeitete er als Metalldreher. Seit 1888 gehörte er der Sozialdemokratischen Partei Deutschlands (SPD) an. Zur selben Zeit wurde er Mitglied der Gewerkschaftsbewegung, in der er seit 1891 führende Posten übernahm. 
Am 1. August 1903 wurde Haack Bezirksleiter des Deutschen Metallarbeiterverbandes (DMV) für Sachsen mit Sitz in Dresden. Ferner wurde er Mitglied des Gewerkschaftsausschusses für Sachsen. Nach der Novemberrevolution von 1918 wurde er Mitglied sowie Vizepräsident des Arbeiter- und Soldatenrates für Groß-Dresden. Am 22. November wurde er zudem als Volkskommissar ins Sächsische Arbeits- und Wirtschaftsministerium berufen, wo er an der wirtschaftlichen Demobilisierung des Landes Sachsen mitwirkte.
Im Januar 1919 wurde Haack in die Weimarer Nationalversammlung gewählt, in der er bis zum August desselben Jahres den Wahlkreis 28 (Sachsen 1) vertrat. Nach seinem Ausscheiden aus der Nationalversammlung wurde Haacks Mandat durch seinen Parteikollegen Franz Holzapfel fortgeführt.

## Schriften
- mit Max Heldt: Aussperrungsfieber der Metallindustriellen. Ein Beitrag zur Aussperrung der Metallarbeiter in der Kreishauptmannschaft Dresden im April 1906. Selbstverlag, Dresden 1906.